# Carlos Elósegui Amundarain
Carlos Elósegui Amundarain (San Sebastián 1916) fue un médico internista español primer director del Hospital Provincial de Guipúzcoa y creador de su servicio de medicina interna en 1960.
En 1975 fue el principal artífice de la creación del Hospital privado La Policlínica de Guipúzcoa cuya fundación para la investigación biosanitaria lleva su nombre (Fundación Carlos Elósegui).

## Biografía y trayectoria profesional
Nació en San Sebastián en 1916. Estudió Medicina en la Universidad de Madrid, donde fue interno en el Hospital de San Carlos. Realizó la especialidad de Medicina Interna en el Hospital de Valdecilla de Santander donde efectuó su tesis doctoral.
Ejerció profesionalmente en San Sebastián desde los años cuarenta. En 1960 fue el primer director del recién creado Hospital Provincial de Guipúzcoa, dependiente de la Diputación provincial. También desempeñó la jefatura del Servicio de Medicina Interna del mismo.
En 1975 fue el principal impulsor de la creación del hospital privado La Policlínica de Guipúzcoa, con 149 camas de hospitalización, donde desarrolló su servicio de Medicina Interna.
La fundación creada en 2008 para la investigación biosanitaria de este centro lleva su nombre.
En 1963 el Ministerio de la Gobernación, le concedió el Ingreso en la Orden Civil de Sanidad, con la categoría de “Encomienda con Placa”.
En 1971, por la Excelentísima Diputación de Guipúzcoa, se le nombra “Miembro de Honor” del “Cuerpo Médico del Hospital Provincial” en reconocimiento a sus extraordinarios servicios como Primer Director de aquel Establecimiento.